# Музей Кішцеллі
Музей Кішцеллі (угор. Kiscelli Múzeum) — історичний музей в Будапешті, розташований в мальовничому зеленому куточку Обуди в однойменному замку в стилі бароко, який був побудований в XVIII столітті для монастиря  тринітаріїв.

## Історія
Деякий час тут розміщувалися казарми, а потім лікарня. В даний час — філія  Музею історії Будапешта. Експозиція Музею Кішцеллі присвячена новій і новітній історії Будапешта і на підставі документальних матеріалів висвітлює роль Будапешта в історії країни. Найвідоміший експонат музею — верстат, на якому було надруковано «Національну пісню» Шандора Петефі, в якій він закликав угорський народ до революційної боротьби. У палаці Кішцеллі також розміщується муніципальна картинна галерея — зібрання картин угорських художників XIX—XX ст., переважно — будапештців.